# Baltimore Bullets 1968-1969
La stagione 1968-69 dei Baltimore Bullets fu l'8ª nella NBA per la franchigia.
I Baltimore Bullets vinsero la Eastern Division con un record di 57-25. Nei play-off persero la semifinale di division con i Boston Celtics (4-0).

## Roster
| N° | Naz.                   | Ruolo | Sportivo       | Anno | Alt. | Peso |
| -- | ---------------------- | ----- | -------------- | ---- | ---- | ---- |
| 10 | Stati Uniti (bandiera) | G     | Earl Monroe    | 1944 | 191  | 84   |
| 11 | Stati Uniti (bandiera) | G     | John Barnhill  | 1938 | 185  | 82   |
| 12 | Stati Uniti (bandiera) | AC    | Bob Ferry      | 1937 | 203  | 104  |
| 15 | Stati Uniti (bandiera) | G     | Bob Quick      | 1946 | 196  | 98   |
| 22 | Stati Uniti (bandiera) | G     | Kevin Loughery | 1940 | 191  | 86   |
| 23 | Stati Uniti (bandiera) | AC    | LeRoy Ellis    | 1940 | 208  | 95   |
| 24 | Stati Uniti (bandiera) | GA    | Jack Marin     | 1944 | 201  | 91   |
| 25 | Stati Uniti (bandiera) | G     | Gus Johnson    | 1938 | 198  | 104  |
| 31 | Stati Uniti (bandiera) | AC    | Ray Scott      | 1938 | 206  | 98   |
| 33 | Stati Uniti (bandiera) | G     | Barry Orms     | 1946 | 191  | 86   |
| 35 | Stati Uniti (bandiera) | A     | Ed Manning     | 1944 | 201  | 95   |
| 40 | Stati Uniti (bandiera) | AC    | Tom Workman    | 1944 | 201  | 99   |
| 41 | Stati Uniti (bandiera) | AC    | Wes Unseld     | 1946 | 201  | 111  |

## Staff tecnico
- Allenatore: Gene Shue